# József Salim
József Salim (* 15. Mai 1967 in Budapest; † April 2022) war ein ungarischer Taekwondoin.
József Salim nahm, als Taekwondo noch eine olympische Demonstrationssportart war, an den Spielen 1988 sowie 1992 teil. Als bei den Olympischen Spielen 2000 die Sportart offiziell ins Programm aufgenommen wurde, war Salim Ungarns erster und einziger Olympionike im Taekwondo. Im Fliegengewicht wurde er Fünfter.
Sein Bruder Gergely startete als Taekwondoin für Dänemark. Auch sein Sohn Omar wurde Taekwondoin und nahm an den Olympischen Spielen 2020 teil.